# آكيرا كورودا
آكيرا كورودا (باليابانية: 黒田晶) (1977، تشيبا في اليابان)؛ كاتِبة وروائية يابانية. درست في جامعة برايتون.